# 류큐의 위계

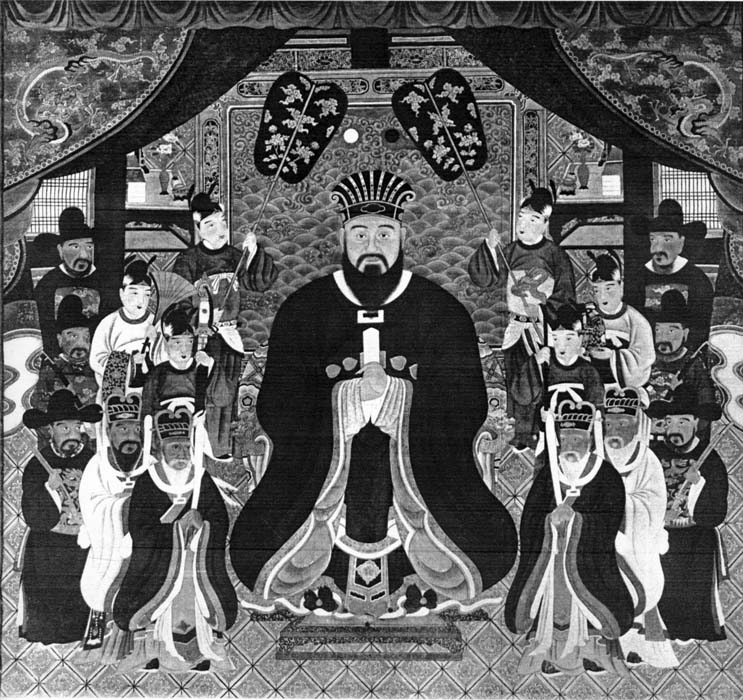
위계 제도의 기초를 확립한 쇼신 왕

류큐의 위계(琉球의 位階)는 오키나와섬을 중심으로 존재하였던 류큐국(琉球國)의 신분 서열이다. 제2차 쇼씨 왕조(第二尚氏王統)의 제3대 국왕 쇼신 왕(尚真王)의 치세(재위 1476년 ~ 1526년)에 위계 제도의 기초가 확립된다. 1509년에는 금은(金銀)의 비녀(簪)에 의해서 귀천이 구별되었고, 1524년에는 6색의 관(冠)에 의한 등급이 제정되었다. 그 후 1706년, 초두(初頭) 데이 준소쿠(程順則)에 의해 《유구국중산왕부관제》(琉球国中山王府官制)가 제정되어, 9품18계의 위계 제도가 확립되었다. 1732년, 사이 온(蔡温) 등에 의하여 위계 승진의 세목을 기록한 《위계정》(位階定)이 제정되었다. 국왕, 왕자, 안지(按司) 등의 왕족은 9품18계의 상층에 위치하였고 평민은 그 아래에 위치하였다.

## 개요

### 왕족
- 오지(王子)
- 안지(按司)

### 상급 사족
- 웨카타(親方)
- 베친(親雲上)

### 일반 사족

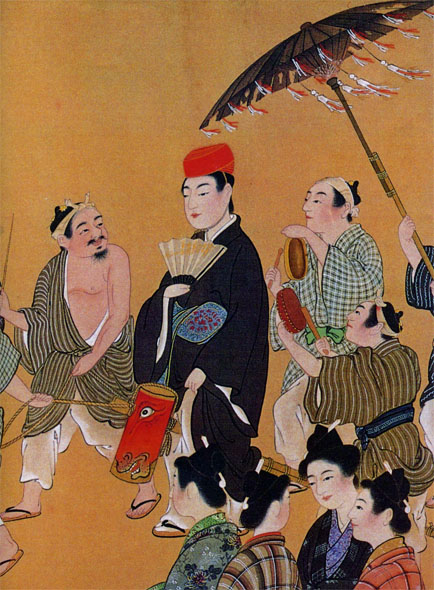
적관을 착용한 일반 사족

정오품 이하의 사족은 일반 사족에 해당한다. 오품과 육품에 오르는데에도 많은 노력이 필요했지만, 사품 이상의 상급 사족으로 승격되는 것은 극히 어려웠다.
류큐의 일반 사족으로 사토누시 집안(里之子家, 里之子筋目)과 치쿠도노 집안(筑登之家, 筑登之筋目)이라는 두 가문이 있었다. 사토누시 집안은 중급 사족, 치쿠도노 집안은 하급 사족에 해당한다. 사토누시 집안의 사람은 시(子) → 사토누시(里之子) → 사토누시베친(里之子親雲上) → 베친(親雲上)의 순서로, 치쿠도노 집안의 사람은 시(子) → 치쿠도노(筑登之) → 치쿠돈베친(筑登之親雲上) → 베친(親雲上)의 순서로 출세해 간다. 첫 위계는 모두 시(子)이다.
사토누시 집안과 치쿠도노 집안의 가격은 고정된 것이 아니었고, 치쿠도노 집안 출신은 공적을 쌓으면 오야카타(親方)까지 오를 수 있었다. 이 경우에 사토누시 집안으로 승격되었다. 또한 사토누시 집안도 공적이 없으면, 치쿠도노 집안으로 격하되었다. 보대(譜代)는 과거부터 사족의 집안, 신참(新参)은 새롭게 사족이 된 집안을 말한다.
- 사토누시베친(里之子親雲上)

사토누시 집안의 사람이 정칠품으로 승격되면, 사토누시베친으로 칭했다. 황관(黄冠)을 쓰고, 은비녀銀簪)를 착용하였다. 지토(地頭)직에 임명되면, 베친(親雲上)으로 칭했다.
- 치쿠돈베친(筑登之親雲上)

치쿠도노 집안의 사람이 종칠품으로 승격되면, 치쿠돈베친으로 칭했다. 황관(黄冠)을 쓰고, 은비녀銀簪)를 착용하였다. 지토(地頭)직에 임명되면, 베친(親雲上)으로 칭했다.
- 사토누시(里主)

사토누시(里之子)와 동일한 발음이지만 의미는 다르다. 사토누시(里主)는 총지토가(総地頭家)와 협지토가(脇地頭家)의 계승자로, 가독을 상속하였지만 아직 황관(黄冠) 이하의 위계(팔・구품)의 낮은 자를 지칭한다. 예를 들어 오야카타 집안(親方家)과 베친 집안(親雲上家)과 같은 영지를 보유한 명문가를 계승하였지만 당주가 아직 나이가 젊은 경우에는, 사토누시(里主)로 불렸다. 사토누시(里主)는 본래 영주라는 의미이다.
류큐의 위계 제도는 승진 속도가 연한(年限)에 의해서 정해져 있어서 명문가의 가독을 상속하여도 즉시 특진하는 것은 아니었다. 안지(按司)의 계승자는 첫 위계로 안지를 받았는데, 이것은 예외이다.
- 사토누시(里之子)

사토누시 집안의 사람이 팔품으로 승격되면 사토누시로 칭했다. 적관(赤冠)을 쓰고, 은비녀(銀簪)를 착용하였다.
- 치쿠도노(筑登之)

치쿠도노 집안의 사람이 구품에 승격되면 치쿠도노로 칭했다. 적관(赤冠)을 쓰고, 은비녀(銀簪)를 착용하였다.
- 시(子)

보대(譜代)의 자제이며, 무위(無位)의 사람을 시로 칭했다. 적관(赤冠)을 쓰고, 은비녀(銀簪)를 착용하였다.
- 니야(仁屋)

신참(新参) 사족의 자제이며, 무위의 사람을 니야로 칭했다. 녹관(緑冠)을 쓰고, 동비녀(銅簪)를 착용하였다. 상급 평민(지방 관리)의 자제이며, 무위의 사람도 동일하게 니야로 칭했다.

### 평민
- 하쿠쇼(百姓)

류큐에서 일반 평민을 하쿠쇼로 불렀다. 하쿠쇼로 간주된 농(農)은 농민이라는 말이 아니라 사족이외의 모두를 가리킨다. 슈리(首里)・나하(那覇)・구메무라(久米村)・도마리무라(泊村)에 거주하는 자를 마치하쿠쇼(町百姓), 그 이외의 지역은 이나가하쿠쇼(田舎百姓)라고 불렀다. 이나가 하쿠쇼 중에서 지방 관리로 등용될 수 있었던 자를 필산인(筆算人)이라고 불렀다. 지방관리는 족보 편집은 용인되지 않아 족보를 가지지 않는 무계(無系)가 되었다. 동비녀(銅簪)를 착용하였다.

## 같이 보기
- 류큐국

## 참고 문헌
- 真境名安興, 《沖縄一千年史》(真境名安興全集第一巻), 琉球新報社.
- 東恩納寛惇, 《南島風土記》, 沖縄文化協会・沖縄財団.
- 《沖縄門中大事典》, 那覇出版社, ISBN 4890951016.
- 又吉真三, 《琉球歴史総合年表》, 那覇出版社.